# Filmexport
Československý Filmexport (dále jen Filmexport) byl hospodářský podnik pro dovoz a vývoz filmů, který vznikl v roce 1957 při reorganizaci Československého filmu. Hlavní náplní jeho činnosti bylo zajišťování oprávnění k prodeji a půjčování monopolů našich filmů do zahraničí a získávání zahraničních filmových monopolů pro Československo (i pro Československou televizi).

## Počátky a fungování Filmexportu
Prvním ředitelem se v roce 1958 stal Ladislav Kachtík, který vydržel na svém postu až do roku 1970. Později zastával funkci obchodního ředitele. V létě roku 1963 se začal připravovat první ročník filmového veletrhu Filmfórum, přičemž myšlenka na něj pocházela údajně již z roku 1962. Filmexport jako hlavní pořadatel Filmfóra platil veškeré náklady spojené s pronájmem pavilonů na BVV a jejich přestavění potřebám veletrhu. Dále se podílel na překladech a propagaci československých filmů a také zajišťoval promítání pro výběrové komise. Účastníci Filmfóra si platili promítací čas, pronájem kin a překladatele. Příjmy z těchto činností připadly Filmexportu stejně jako i příjmy z veřejných projekcí filmů z Filmfóra konajícího se v brněnských kinech.
Za devizy z prodeje československých filmů realizoval Filmexport nákupy zahraničních filmů. Ty kupoval výhradně za fixní cenu (na procenta jen výjimečně) a protože byl Filmexport jediným partnerem pro nákup filmů do Československa, stavělo ho to do lepší pozice při vyjednávání. Způsob prodeje za fixní cenu byl pro americké společnosti většinou nevýhodný. Ty tak nabízely své filmy za těchto podmínek jen proto, že jiným způsobem se na náš trh nebylo možné dostat. Podle Aleše Danielise zde navíc existovala také zřejmá politická podpora vývozu filmů do socialistických zemí. Šlo totiž o jednu z mála možností jak občany těchto zemí seznámit s hodnotami západní civilizace a americkým způsobem života. O tom, že za normalizace už nejspíš nepomohla ani nízká cena, se na Filmfóru v roce 1971 přesvědčil americký režisér Robert Carl Cohen, jehož filmy byly v Americe považovány za prokomunistické. Na svých webových stránkách uvádí, že se mu nedařilo prodat jeho film Mondo Hollywood do žádné ze socialistických zemí, protože prý oslavuje kapitalismus – objevuje se tam příliš mnoho aut a bazénů.
Některé dražší filmy se musely kupovat v tzv. balících společně s dalšími filmy slabší úrovně, aby se průměrná cena filmu dostala na přijatelnou úroveň. Často se také dařilo filmy vyměňovat. Například Rusalka režiséra Václava Kašlíka byla vyměněna za dva americké filmy a film Vojtěcha Jasného Až přijde kocour za dva západoněmecké, z nichž jedním byl Poklad na Stříbrném jezeře. V roce 1968 činil příjem Filmexportu za promítání, překlady a propagaci během Filmfóra zhruba 250 000 devizových korun. Obvyklý objem obchodů na Filmfóru činil 4 miliony devizových korun, což byla asi čtvrtina celoročního obratu Filmexportu.
Podle zmínek o prodaných filmech v závěrečných tiskových prohlášeních lze vysledovat, že největší úspěch měl Filmexport v šedesátých letech s filmy československé nové vlny a dětskými filmy, ať už hranými nebo animovanými. Od srpna roku 1968 do poloviny následujícího roku se v kinech, jako reakce na srpnové události, nepromítaly filmy socialistických kinematografií a takto vysoký počet zakoupených filmů byl ponejprv ještě pokračováním těchto tendencí. Rok 1969 byl na jedné straně bohatý na nákupy: Filmexport zakoupil 43 filmů a to převážně z Francie a USA. Na straně druhé se mu nepodařilo na Filmfóru prodat ani jeden celovečerní film – údajně neuspokojovaly poptávku technicky (nedostatek barevných a širokoúhlých filmů) a ani žánrově. Přesto podnik dosáhl prodejů za pět milionů devizových korun a to s pomocí krátkých filmů, které zachraňovaly jeho tržby i v následujících letech, kdy byla nabídka doplněna o starší filmy. Nejlepším vývozním artiklem roku 1970 se staly filmy Karla Zemana a Jiřího Trnky.

## Nástup normalizace a zánik Filmexportu
V roce 1970 se začaly obnovovat smlouvy se zeměmi socialistického tábora a rok na to byla převedena prověrka západních filmů zakoupených v předchozích letech, na jejímž základě jich bylo 32 stažených z oběhu. Tento rok byl pro Filmexport dobou změn. Ústřední komise lidové kontroly byla pověřena předsednictvím ÚV KSČ, v rámci prověrky Československého filmu, kontrolou hospodaření Filmexportu a na jejím základě byli z funkcí odvoláni nový ředitel Ing. Stanislav Kvasnička a bývalý ředitel Ladislav Kachtík, pracující v té době ve funkci obchodního ředitele. Novým ředitelem byl jmenován Jiří Rybín.
V roce 1972, na 18. ročníku MFF v Karlových Varech, se v rámci trhu Marché du film poprvé nabízely na prodej i československé filmy, takže prodeje na Filmfóru již byly slabší. Zatímco do socialistických zemí byl prodána díla za osm milionů devizových korun, do těch kapitalistických bylo prodaných a exportovaných milionů pouze dva. Kapitalistické země kupovaly již jen dětské filmy. S nástupem normalizace se přestaly konat veřejné projekce a Filmfórum se začalo profilovat jako trh socialistických zemí za účasti zemí Západu a do budoucna se měl stát výhradně trhem socialistických zemí. Tento záměr se nakonec neuskutečnil a jeho funkci přebral od roku 1974 Mezinárodní filmový festival v Karlových Varech.